# Grabmal des Vergil (Kassel)

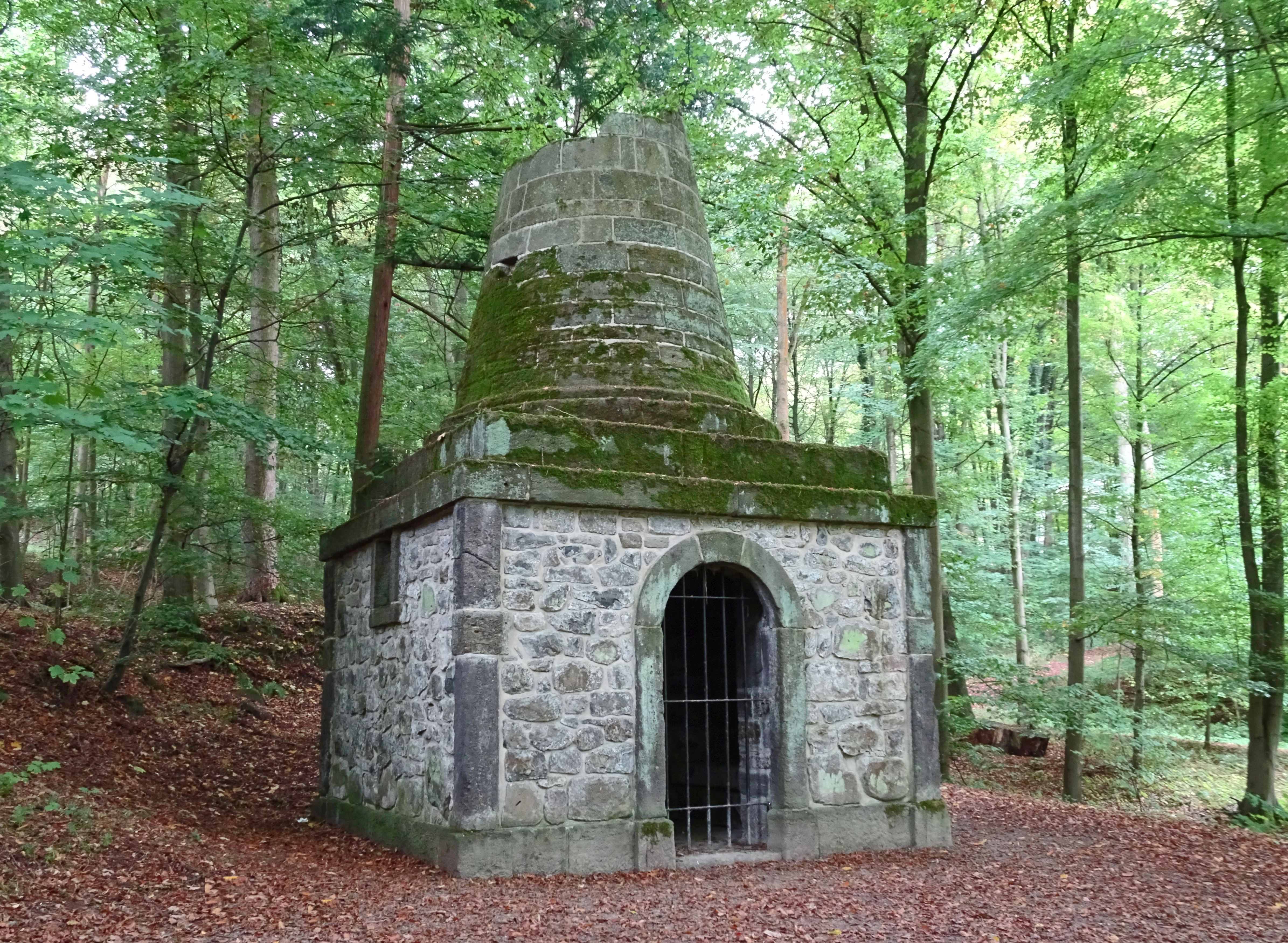
Grabmal des Vergil im Bergpark Wilhelmshöhe (2016)

Das Grabmal des Vergil, auch Vergilsgrab, ist ein gartenarchitektonischer Bau im Bergpark Wilhelmshöhe in Kassel in Nordhessen.
Es handelt sich dabei um eine um 1775 unter Landgraf Friedrich II. errichtete Nachbildung der Gruft Vergils an der Via Puteolana zwischen Neapel und Puteoli. Sie steht als gartenarchitektonische Staffage zwischen Schloss Wilhelmshöhe, Aquädukt, Jussowtempel und der Pyramide des Cestius und besteht aus einem würfelförmigen Unterbau, auf dem sich ein Kegelstumpf erhebt.
Der heute vergitterte Innenraum ist leer.